# Austrometzgeria saccata
Austrometzgeria saccata är en bladmossart som först beskrevs av William Mitten, och fick sitt nu gällande namn av Kuwah.. Austrometzgeria saccata ingår i släktet Austrometzgeria och familjen Metzgeriaceae. Inga underarter finns listade i Catalogue of Life.